# Кагастер
«Кагастер» (яп. 虫籠のカガステル, Mushikago no Kagasuteru) — японська манґа авторства Качьо Хашімото, яка виходила з 2015 по 2016 рік у журналі Monthly Comic Ryū. До того як стати серіальною манґою, вона спочатку була доджінші-серіалом, який Хашімото публікувала на власному вебсайті з 2005 по 2013 рік.
Мангу було адаптовано в оригінальний мережевий анімаційний серіал (ONA), створений Studio Kai та режисером якого був Коічі Чігіра. Прем'єра відбулася на Netflix 6 лютого 2020 року.

## Сюжет
Події розгортаються у апокаліптичному майбутньому, де хвороба Кагастер перетворює людей на гігантських людожерних комах. Винищувач Кідо отримує завдання захистити дівчину Ілі та допомогти їй знайти матір. Разом вони подорожують небезпечним світом, сповненим мутованих істот та інших загроз.

## Медіа

### Манга
Публікацію манґи було започатковано 14 вересня 2005 року на особистому вебсайті авторки Chicken no Tamashii. Серія тривала до 26 квітня 2013 року й включала дев’ять доджінші, які авторка повністю створювала, редагувала та публікувала самостійно. Свою першу комерційну появу в Японії серія здобула у 2015 році, коли уривок з неї було надруковано в січневому номері журналу Monthly Comic Ryū, що видається компанією Tokuma Shoten. Згодом, у січні 2016 року, під лейблом RYU COMICS побачили світ перші два томи манґи. Усього серія охопила сім томів, завершення яких відбулося в червні 2016 року.
У 2025 році видавництво Manga Media ліцензувало її для українського релізу. 

### Аніме
Аніме-адаптація манги від Netflix була вперше анонсована у 2018 році. Режисером проєкту став Коїчі Чігіра, а виробництвом спочатку займалась студія Gonzo. Однак Studio Kai, дочірня компанія Gonzo, взяла виробництво серіалу на себе. За сценарій відповідав Шюїчі Кояма, музику написав Хітомі Куроїші, а дизайни персонажів для анімації адаптував Акіхіко Ямашіта. Серіал вийшов на Netflix 6 лютого 2020 року. 11 грудня 2020 року було оголошено, що Sentai Filmworks ліцензувала аніме для домашнього прокату.

## Серії
| № серії | Назва серії                                                                                   | Оригінальна дата показу |
| ------- | --------------------------------------------------------------------------------------------- | ----------------------- |
| 1       | «Little Bo Peep»                                                                              | 6 лютого 2020           |
| 2       | «Анчоус і чорна ящірка» Транслітерація: «Anchobi to Kuro Tokage» (яп. アンチョビとクロトカゲ) | 6 лютого 2020           |
| 3       | «З безодні» Транслітерація: «Fukaki Fuchi yori» (яп. 深き淵より)                              | 6 лютого 2020           |
| 4       | «Як безсердечний меч» Транслітерація: «Kokoronai Ken toshite» (яп. 心ない剣として)            | 6 лютого 2020           |
| 5       | «З Далекого Сходу» Транслітерація: «Higashi no Hate kara» (яп. 東の果てから)                  | 6 лютого 2020           |
| 6       | «Пробудження» Транслітерація: «Mezame» (яп. 目覚め)                                           | 6 лютого 2020           |
| 7       | «Іліастер» Транслітерація: «Iriasuteru» (яп. イリアステル)                                    | 6 лютого 2020           |
| 8       | «Принцеса в клітці для комах» Транслітерація: «Mushikago no Himegimi» (яп. 虫籠の姫君)        | 6 лютого 2020           |
| 9       | «Бенкет комах» Транслітерація: «Mushi-tachi no Kyōen» (яп. 虫たちの饗宴)                      | 6 лютого 2020           |
| 10      | «Вгору» Транслітерація: «Ue e» (яп. 上へ)                                                     | 6 лютого 2020           |
| 11      | «Тобі...» Транслітерація: «Anata ni...» (яп. あなたに…)                                       | 6 лютого 2020           |
| 12      | «Нарешті, для тебе» Транслітерація: «Saigo ni Kimi ni» (яп. 最後に君に)                       | 6 лютого 2020           |

## Нотатки
1. 1 2  У вступних та завершальних титрах Studio Kai вказана як студія, відповідальна за виробництво анімації (яп. アニメーション制作). Однак серіал створено у форматі 3DCG-анімації, чим Studio Kai фактично не могла займатися, оскільки не має власного підрозділу 3DCG-анімації. Натомість за створення 3DCG відповідала Okinawa Gonzo — колишня команда 3DCG від студії Gonzo. Саме з цієї причини Okinawa Gonzo також отримала співкредитування разом зі Studio Kai.